# نیک ماتوهین
نیک ماتوهین (انگلیسی: Nick Matuhin؛ زادهٔ ۵ آوریل ۱۹۹۰) کشتی‌گیر اهل آلمان است.